# Ostearius
Ostearius Hull, 1911 è un genere di ragni appartenente alla famiglia Linyphiidae.

## Distribuzione
La O. melanopygius è cosmopolita, mentre la O. muticus è un endemismo cinese.
In Italia la O. melanopygius è stata rinvenuta in alcune località dell'intera penisola.

## Tassonomia

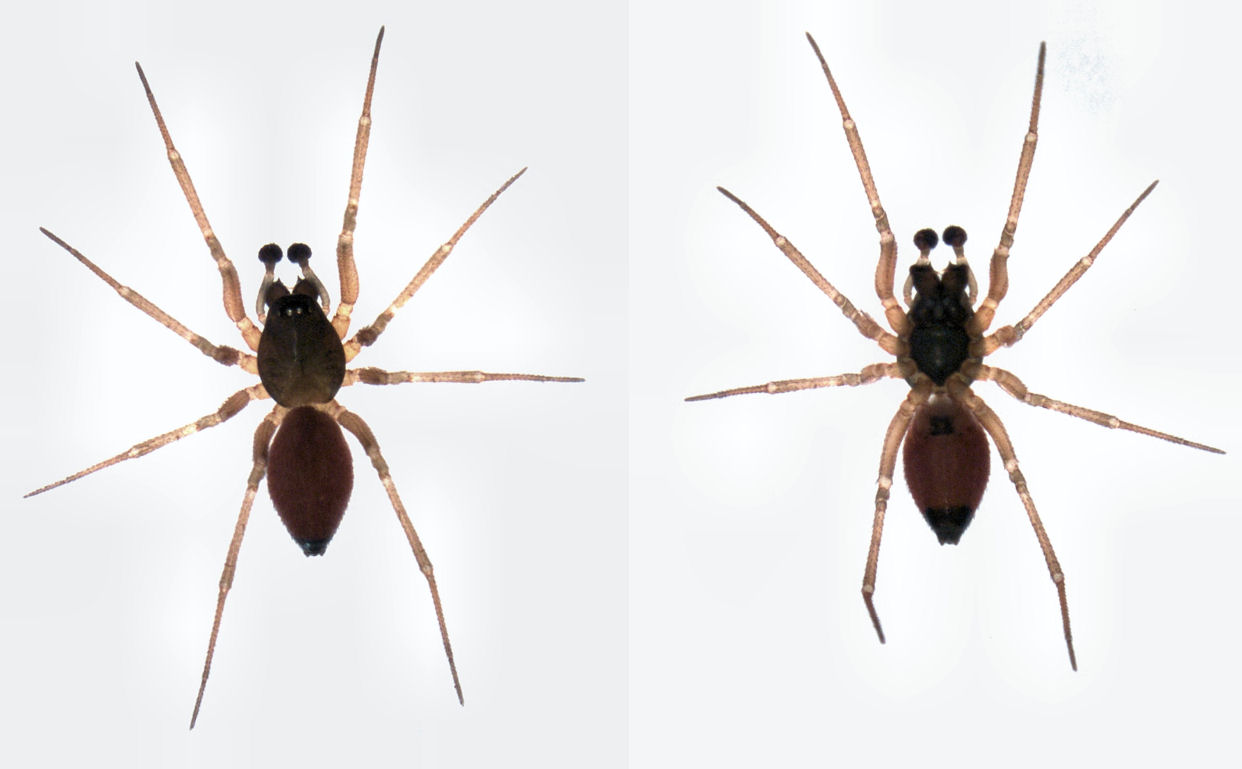
Ostearius melanopygius, maschio

Considerato un sinonimo anteriore di Haemathyphantes Caporiacco, 1949, dallo studio della specie tipo Haemathyphantes denisi Caporiacco, 1949 effettuato dall'aracnologo van Helsdingen nel 1977, che la sinonimizzò con O. melanopygius (O. P.-Cambridge, 1879).
A dicembre 2011, si compone di due specie:
- Ostearius melanopygius (O. P.-Cambridge, 1879) — cosmopolita
- Ostearius muticus Gao, Gao & Zhu, 1994 — Cina

### Sinonimi
Nell'arco degli ultimi 130 anni sono stati ben 9 i rinvenimenti di esemplari di O. melanopygius (O. P.-Cambridge, 1879) denominati in altro modo, pressoché tutti rivelatisi sinonimi ad uno studio più approfondito:
- Ostearius analis (Simon, 1894), trasferita dal genere Oedothorax Bertkau, in Förster & Bertkau, 1883 e riconosciuta sinonima di O. melanopygius (O. P.-Cambridge, 1879) da un lavoro di Wunderlich del 1976.
- Ostearius arcuata (Tullgren, 1901), trasferita dal genere Oedothorax e riconosciuta sinonima di O. melanopygius (O. P.-Cambridge, 1879) da un lavoro di Holm del 1962.
- Ostearius atriventer (Urquhart, 1887), trasferita dal genere Erigone Audouin, 1826 e riconosciuta sinonima di O. melanopygius (O. P.-Cambridge, 1879) da un lavoro di Millidge del 1985.
- Ostearius denisi (Caporiacco, 1949), riconosciuta sinonima di O. melanopygius (O. P.-Cambridge, 1879) da un lavoro di van Helsdingen del 1977.
- Ostearius insulanus (Simon, 1900), trasferita dal genere Microneta e riconosciuta sinonima di O. melanopygius (O. P.-Cambridge, 1879) da un lavoro di van Helsdingen del 1973.
- Ostearius matei (Keyserling, 1886), trasferita dal genere Oedothorax e riconosciuta sinonima di O. melanopygius (O. P.-Cambridge, 1879) da un lavoro di Holm del 1962.
- Ostearius melacrus (Chamberlin, 1916), trasferita dal genere Scolopembolus Bishop & Crosby, 1938 e riconosciuta sinonima di O. melanopygius (O. P.-Cambridge, 1879) da un lavoro di Ivie del 1967.
- Ostearius melanura (Simon, 1908), trasferita dal genere Ceratinopsis e riconosciuta sinonima di O. melanopygius (O. P.-Cambridge, 1879) da un lavoro di Machado del 1982.
- Ostearius striaticeps (Keyserling), 1886, trasferita dal genere Erigone e riconosciuta sinonima di O. melanopygius (O. P.-Cambridge, 1879) da un lavoro di Miller del 2007.

### Specie trasferite
- Ostearius delli Forster, 1955; trasferita al genere Gasparia Marples, 1956, che fa parte della famiglia Desidae Pocock, 1895.